# خام غرب تكساس الوسيط
```

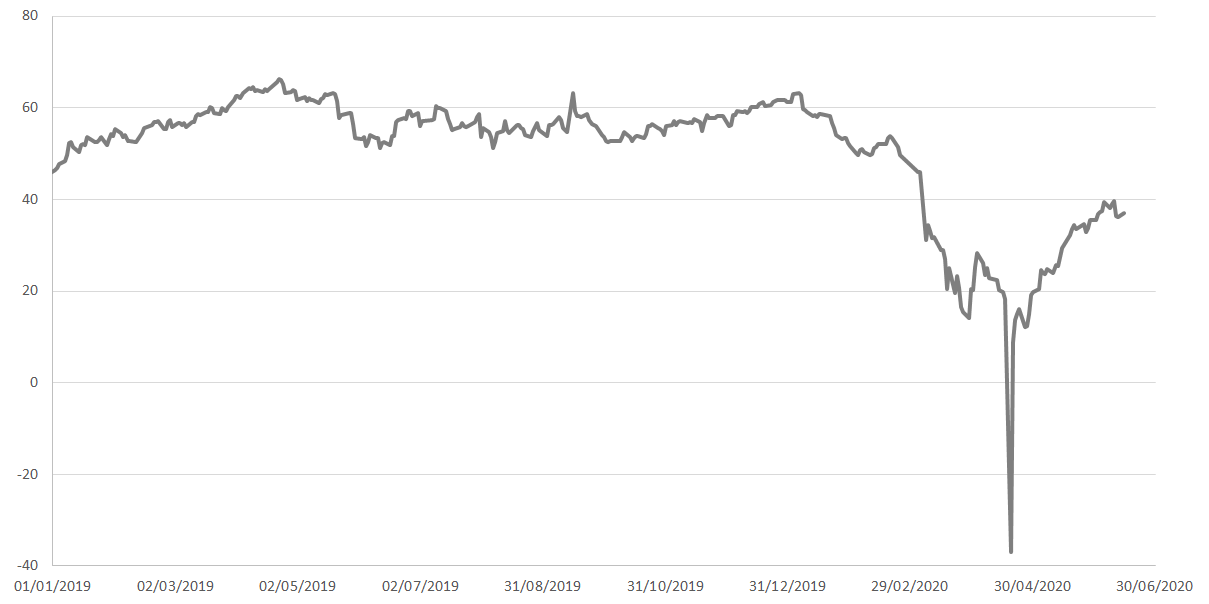

خام غرب تكساس بالإنجليزية 
West Texas) Intermediate WTI)
، أحد خامات النفط المصنفة بأنها عالية الجودة والمستخدمة كمعيار لتحديد أسعار النفط عالمياً، يتميز خام غرب تكساس باحتوائه على نسبة منخفضة من عنصر 
الكبريت
 لاتتجاوز 0.24% و وزن خفيف يقدر بـ0.827 درجة على مقياس (API) للكثافة النوعية، ما يجعل منه مصدراَ اساسياً للبنزين وإنتاج الجازولين في أمريكا الشمالية ويتم استخراجه من حقول النفط في الولايات المتحدة وتحديداّ في ولايات تكساس ولويزيانا وداكوتا الشمالية، ثم يتم نقله للتسليم عبر خط أنابيب يمتد إلى مدينة 
كوشينغ
 التي تعتبر مركزاً هاما لتقاطع مجموعة كبيرة من أنابيب النفط والتصدير إلى الموانئ الأميركية أو إلى الموانئ العالمية المختلفة كما، وقد اعتمدت بورصة نيويورك في عقودها تسمية خام غرب تكساس على أيَ مزيج له نفس المواصفات مهما كانت الولاية المنتجة له. 
```

التسليم
يتم تسليم عقود خام غرب تكساس الآجلة في كوشينغ الأميركية، نظراً لكونها منطقة لتبادل عمليات النقل حيث تلتقى بها خطوط الأنابيب كما يوجد بها مرافق تخزين ضحمة يسهل الوصول إليها من جانب مصافى التكرير والموردين في أمريكا الشمالية
التسعير
غالبًا ما يتم تضمين سعر خام غرب تكساس الوسيط في التقارير الإخبارية عن أسعار النفط، جنبًا إلى جنب مع سعر خام برنت من بحر الشمال. وبنسبة أعلى من مؤشرات النفط المهمة الأخرى مثل خام دبي وخام عمان ونفط الأورال وسلة أوبك المرجعية.

في 20 أبريل عام 2020، انهار سعر برميل خام غرب تكساس إلى أدنى مستوىً له تاريخياً عند سالب 37.63 دولارا أمريكي بسبب جائحة كوفيد 19
وتراجع الاقتصاد العالمي لكنه عاد للإرتفاع مجدداً بمستويات كبيرة في منصف عام 2021.
```
[
1
]
 
[
2
]
```